# 祇園橋
祇園橋（ぎおんばし）は、熊本県天草市の町山口川に架かる石橋。重要文化財。日本百名橋。
天保3年（1832年）に架橋された。北詰に祇園社があることから祇園橋と呼ばれる。

## 歴史

### 架橋
町山口村の庄屋である大谷健之助を発起人として、銀主らの協力も得て永久橋の架橋が計画された。天保3年（1832年）11月、下浦村の石屋辰右衛門を棟梁として祇園橋が竣工した。下浦石工は天草における著名な石工集団である。
なお、『本渡市誌』は祇園橋が島原の乱殉教戦200年を記念して架橋されたとしている。同じ町山口川には1885年（明治15年）架橋の施無畏橋などの石橋もある。

### 保存
1975年（昭和50年）3月24日、熊本県指定文化財に指定された。1997年（平成9年）7月、祇園社と祇園橋の間にあった「南蛮えのき」が伐採された。同年12月、国の重要文化財に指定された。
1998年（平成10年）、橋梁工学者の松村博によって日本百名橋に選定された。

## 建築

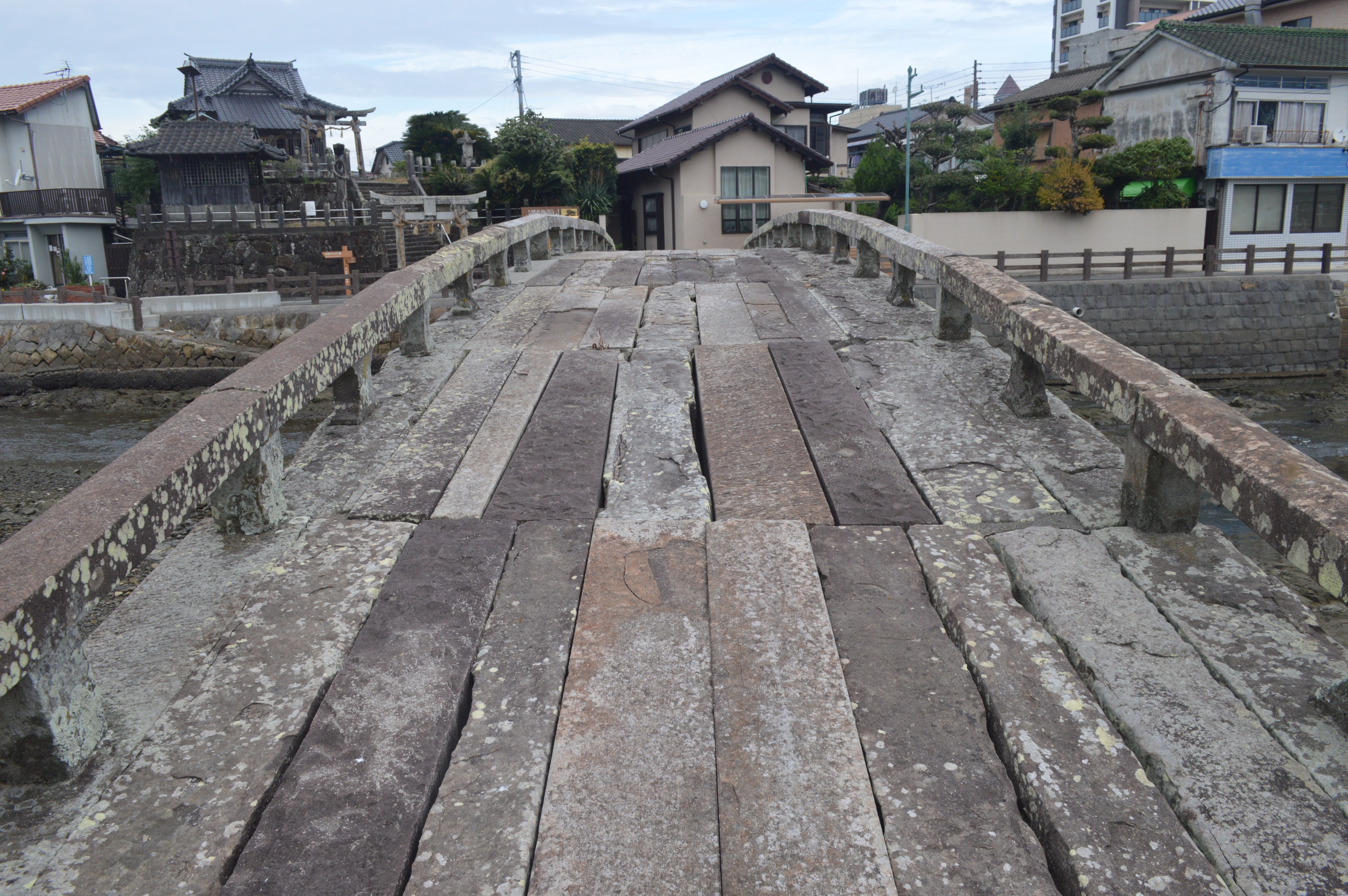
路面

長さ約28.6m、幅約3.3m。天草や熊本県に多く見られる石造アーチ橋ではなく、石造桁橋である。
橋脚は5列・9行で計45本である。下浦町産の下浦石を用いており、水の抵抗を考慮して傾けて建てられている。

## 交通アクセス
- のってみゅうかーで「中央新町」バス停下車後すぐ。